# Tour de France 2017/3. Etappe
Die 3. Etappe der Tour de France 2017 fand am 3. Juli 2017 statt. Sie führte über 212,5 Kilometer von Verviers nach Longwy. Es gab einen Zwischensprint in Wintger nach 89 Kilometern sowie drei Bergwertungen der 4. und zwei Bergwertungen der 3. Kategorie.
Sieger im Bergaufsprint des Vorderfelds wurde der Slowake Peter Sagan, obwohl er am Zielsprint aus dem Pedal rutschte. Der Brite Geraint Thomas verteidigte das Gelbe Trikot.

## Besonderheit
Die dritte Etappe führte unter anderem über den Circuit de Spa-Francorchamps. Das Feld befuhr die Strecke beginnend bei der Einmündung der Straße in die Stavelot Kurve die neue Start-/Zielgerade entlang, durch die Spitzkehre La Source, die traditionelle bergab Start-/Zielgerade an der historischen Boxengasse entlang, im Anschluss durch die legendäre Senke Eau Rouge hindurch die Radillion Kurve hinauf. Weiter ging es die Kemmel-Gerade entlang an deren Ende sich zur Linken die Ausfahrt zur Landstraße und damit zum originalen Streckenverlauf von 1921 befindet. Das Feld folgte jedoch dem Rechtsknick und  dann, dem seit 1979 bestehenden Grandprix Kurs bergab zurück bis zur Stavelot-Kurve, von wo aus das Feld die Strecke wieder verließ.